# Hyperoglyphe perciformis
Hyperoglyphe perciformis, conosciuto comunemente come iperoglife è un pesce d'acqua salata appartenente alla famiglia Centrolophidae.

## Distribuzione e habitat
È una specie pelagica del largo presente solo nell'Oceano Atlantico; preferisce i climi tropicali e subtropicali, ma è capace di adattarsi ad acque più fredde spingendosi fino alle acque della Nuova Scozia, delle isole britanniche e del mediterraneo occidentale.
Gli esemplari giovani tendono a riunirsi in banchi numerosi all'ombra di alghe o oggetti galleggianti, ma mai insieme a meduse. Si ritiene che gli adulti invece vivano in banchi attivi in profondità tra i canyon sottomarini, ma mai sul fondo.

## Descrizione
Ha il corpo di forma ellissoidale, con muso e testa arrotondati. La prima porzione spinosa della pinna dorsale è molto bassa. La livrea è di colore nerastro tendente al verdastro più o meno marmorizzato. La taglia media si attesta sui 30 cm mentre la massima rilevata è di 91 cm.

## Biologia

### Alimentazione
Si nutre di piccoli pesci, crostacei, calamari e altri molluschi.

### Riproduzione
Probabilmente si riproduce in periodo primaverile.